# Карпиха (заказник)
Карпиха — лісовий заказник місцевого значення в Україні. Об'єкт розташований на території Коростенського району Житомирської області.  
Площа — 451,2 га, статус отриманий у 2010 році. Перебуває у віданні ДП «Коростенський лісгосп АПК» (Горщиківське лісництво, кв. 36, кв. 37, кв. 38, кв. 40, вид. 1—15.1).

## Галерея

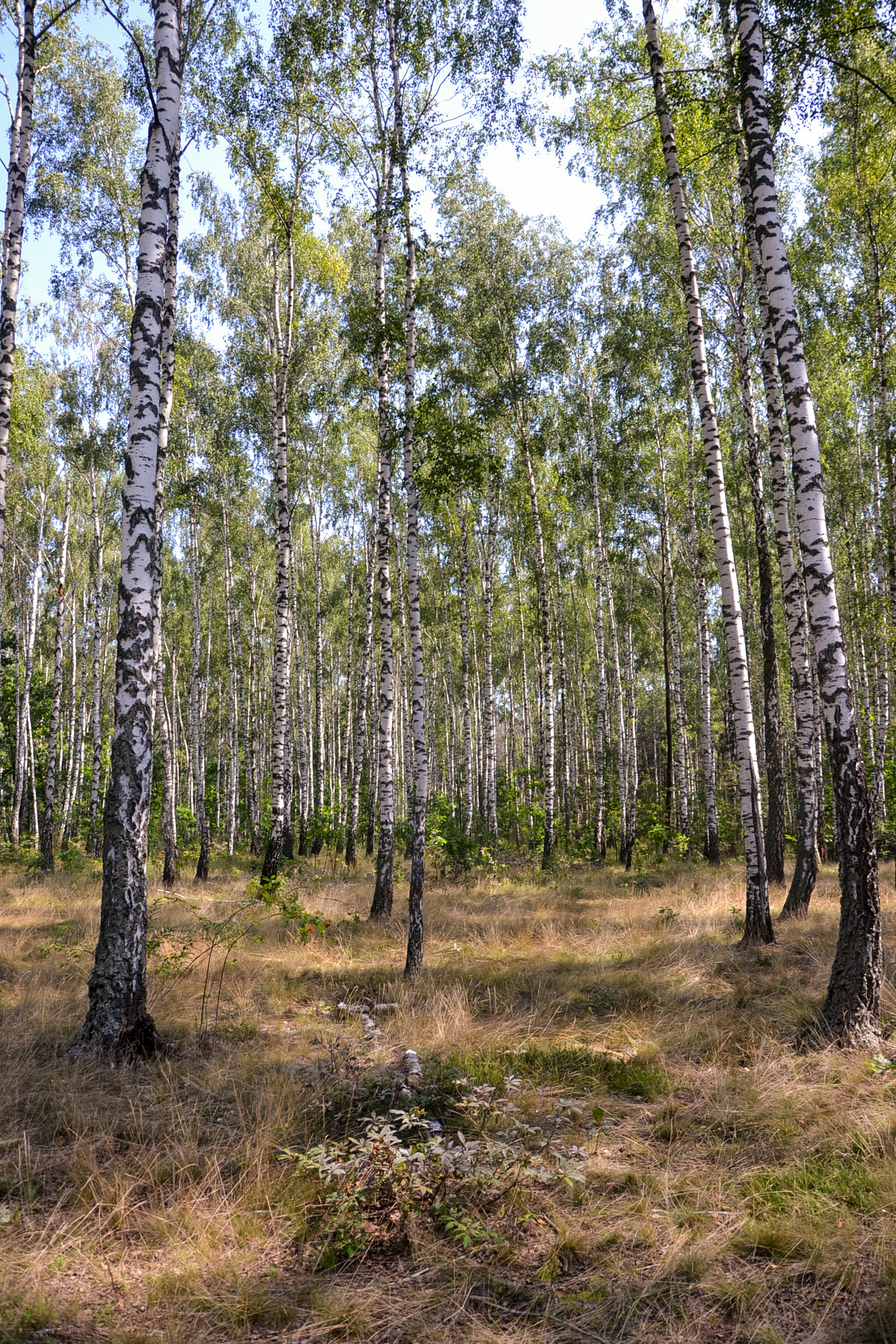
Березова ділянка
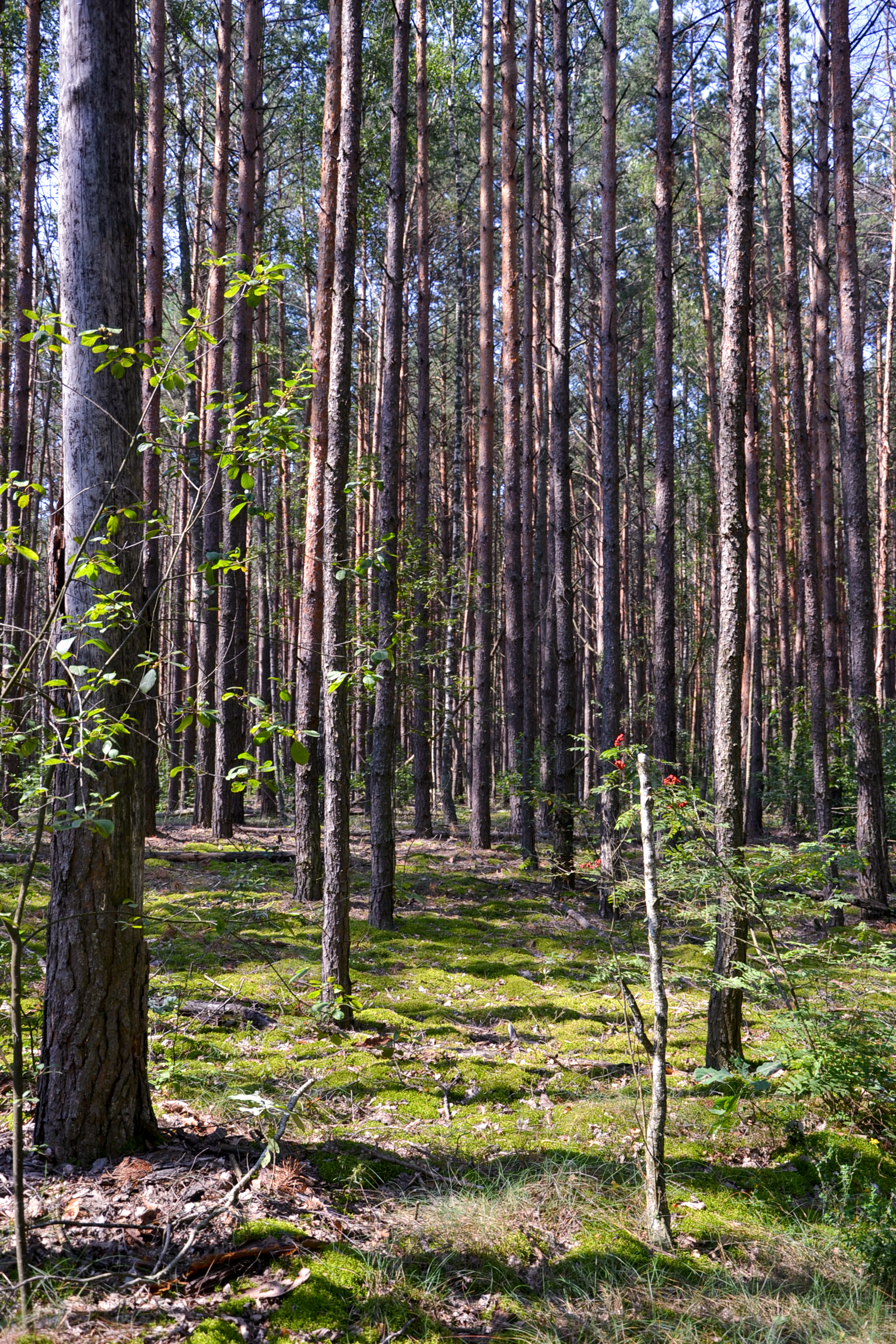
Соснова ділянка
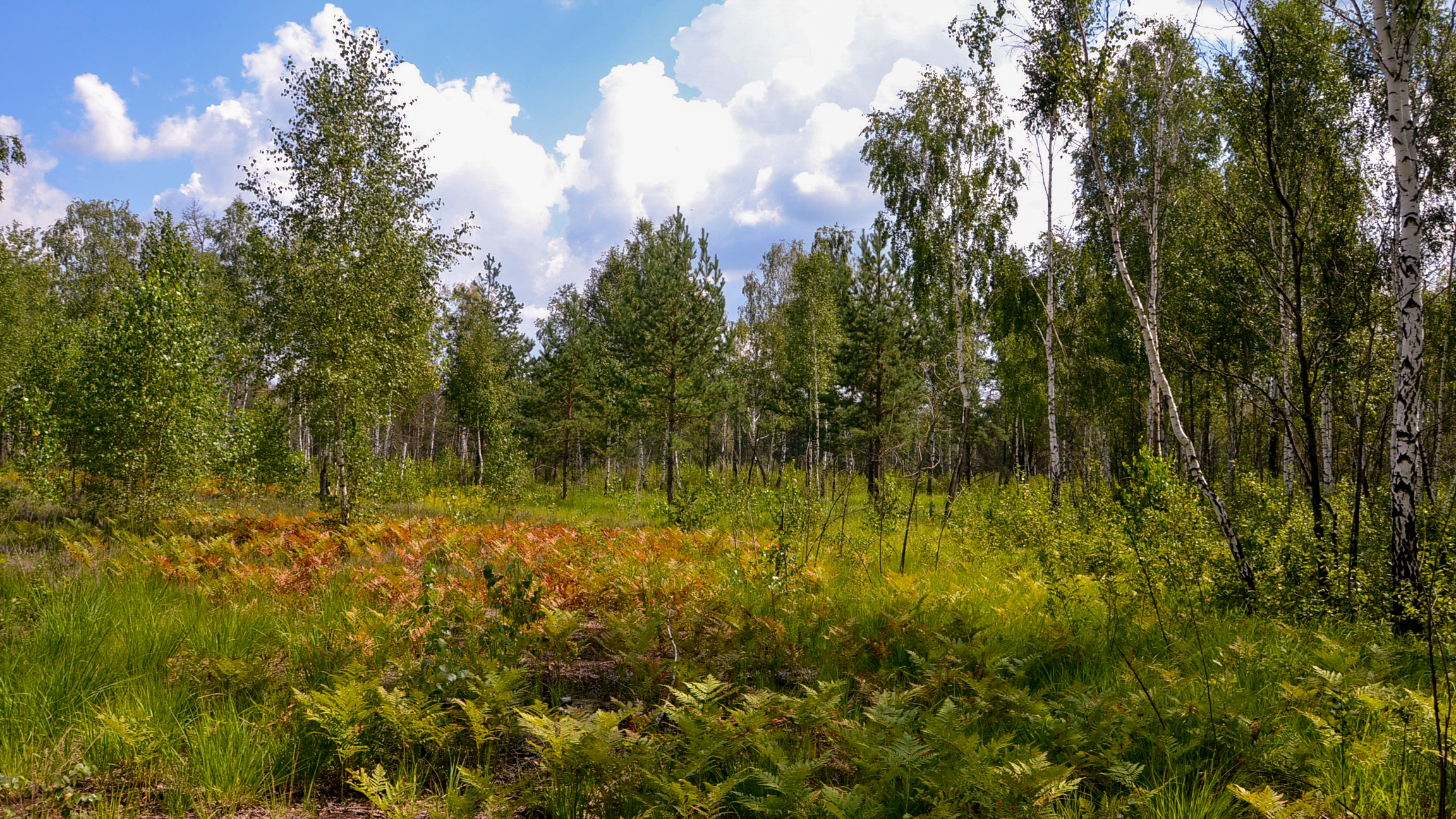
Рідколісся з осоково-орляковим підліском
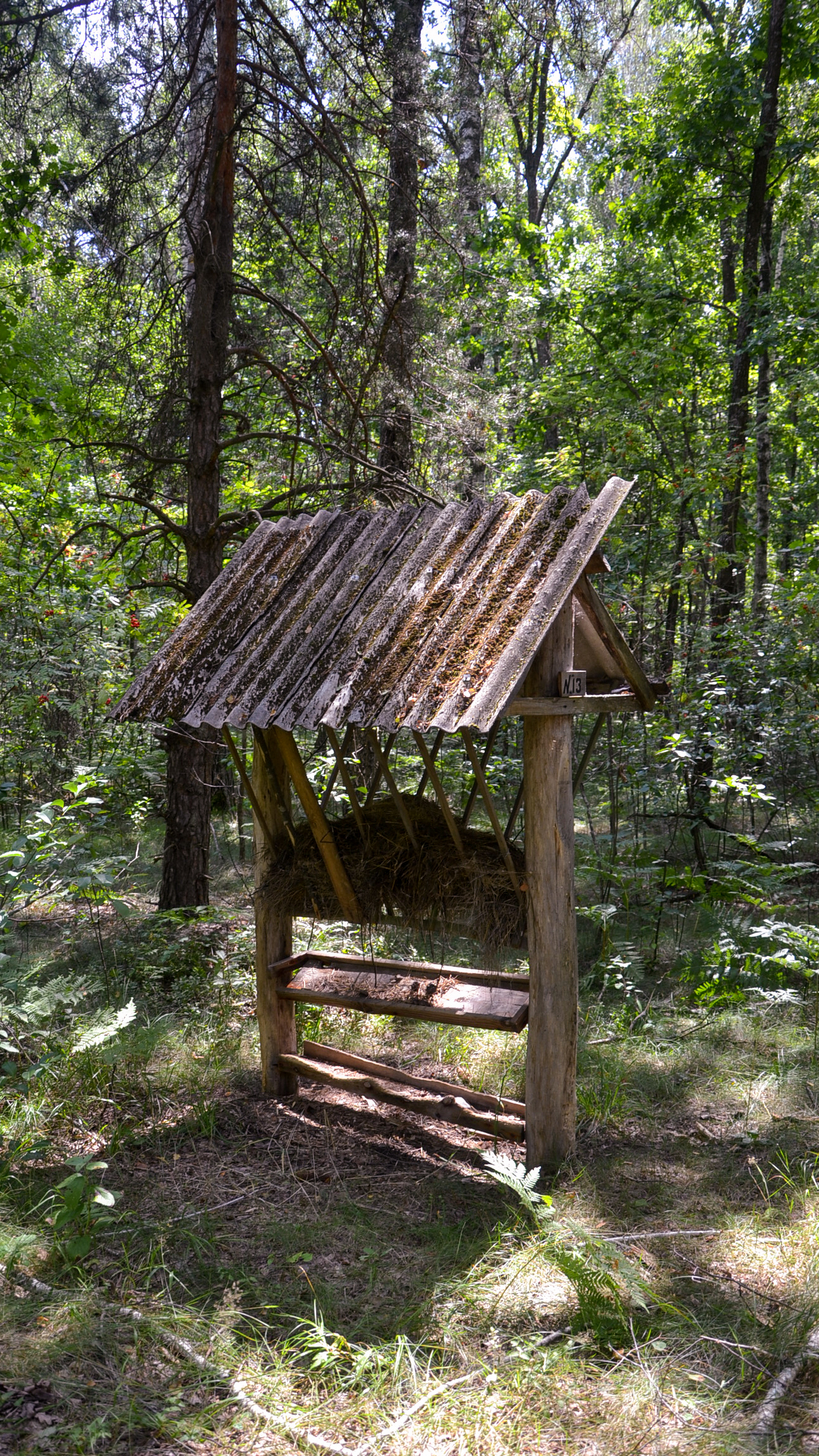
Годівниця
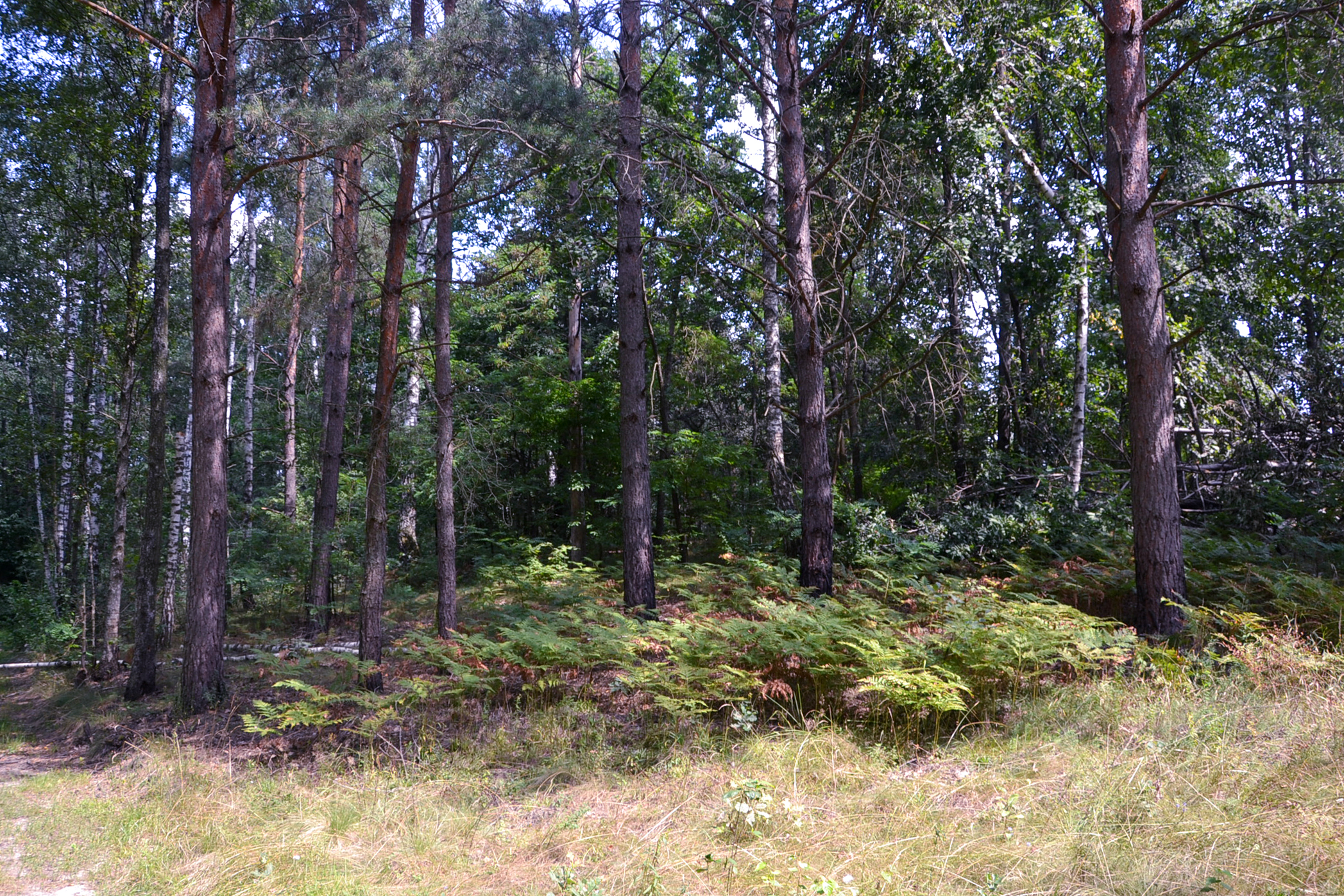
Висота 210,7
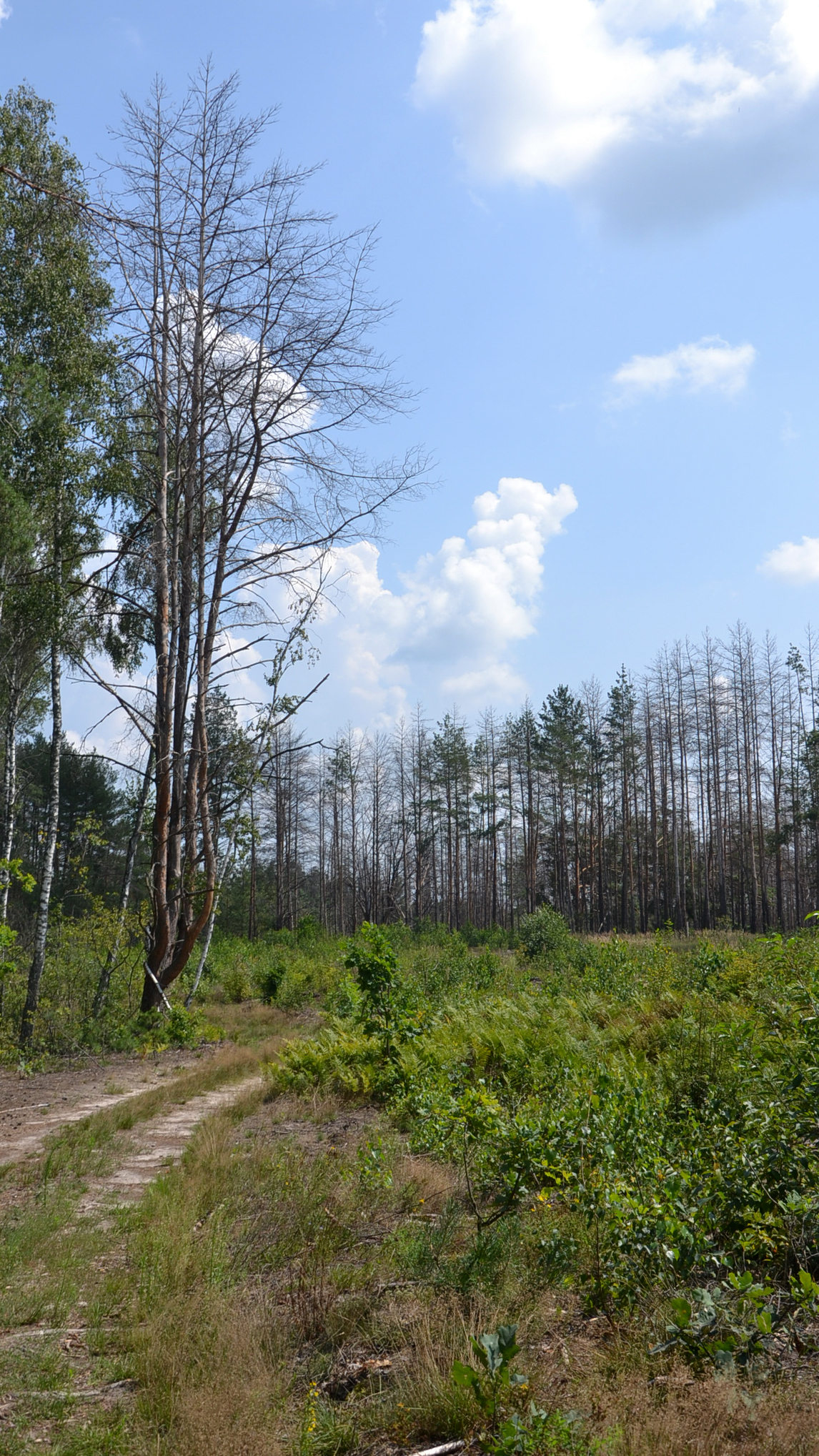
Сосна при вирубці
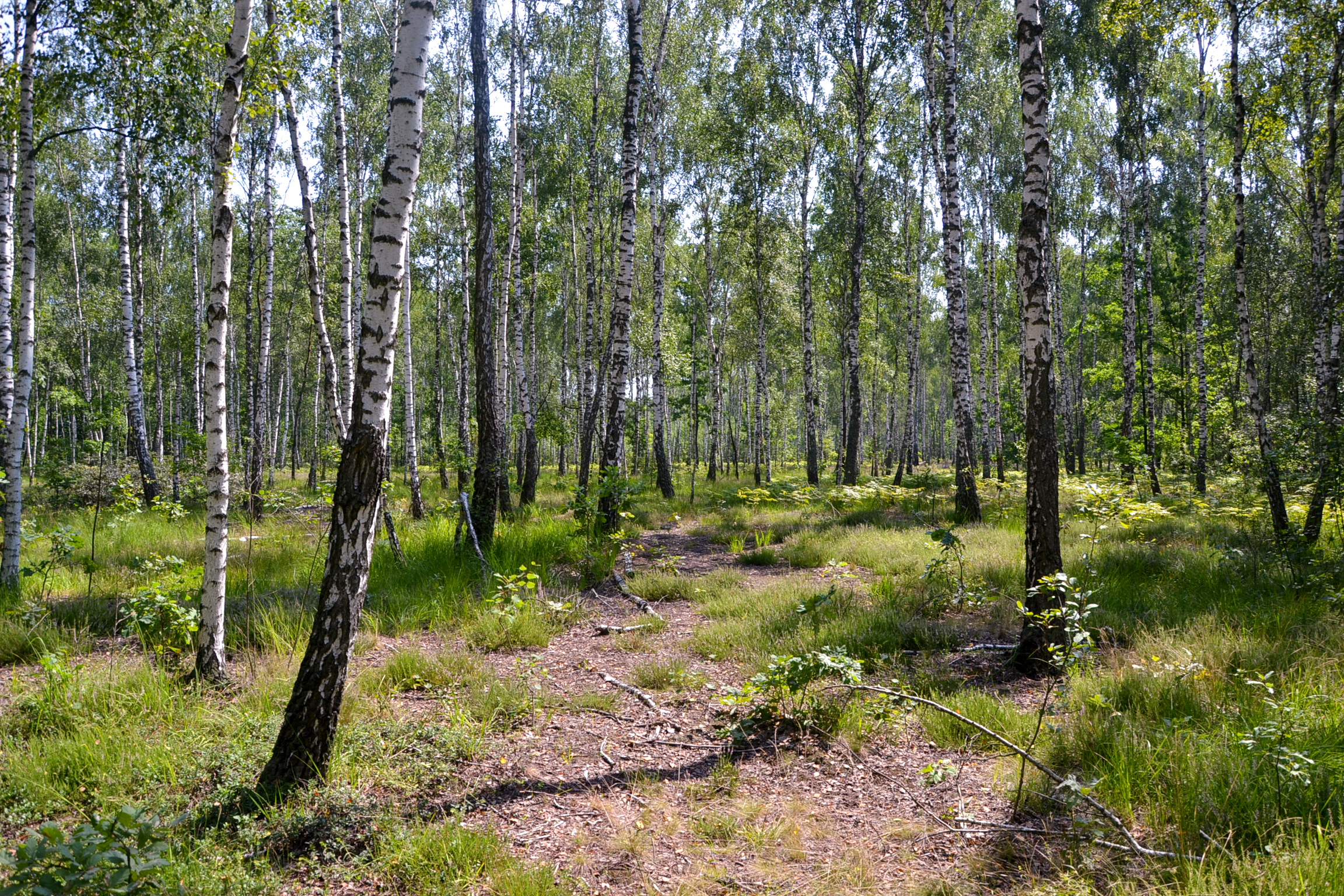
Ділянка молодого березового лісу